# کوین دیلون (بازیکن فوتبال اهل انگلستان)
کوین دیلون (انگلیسی: Kevin Dillon؛ زادهٔ ۱۸ دسامبر ۱۹۵۹) بازیکن فوتبال اهل بریتانیا است.
از باشگاه‌هایی که در آن بازی کرده‌است می‌توان به باشگاه فوتبال پورتسموث، باشگاه فوتبال یئوویل تاون، باشگاه فوتبال ردینگ، باشگاه فوتبال استیونج، باشگاه فوتبال فارم تاون، باشگاه فوتبال بیرمنگام سیتی و باشگاه فوتبال نیوکاسل یونایتد اشاره کرد.
وی همچنین در تیم ملی فوتبال زیر ۲۱ سال انگلستان بازی کرده‌است.